# Тлакопан
Тлакопан (в настоящее время Такуба) — тепанекский город-государство на западном берегу озера Тескоко в долине Анауак (древнее название долины Мехико).
Город основан тепанекским тлатоани Тлакомацином и первоначально подчинялся другому тепанекскому государству Аскапоцалько.
С целью освободиться от власти Аскапоцалько, в 1428 г. Тлакопан вошёл в состав военно-политического Тройственного союза, объединившего города-государства Теночтитлан (ацтеки), Тешкоко (акольуа) и Тлакопан (тепанеки). В составе союза роль Тлакопана сразу была невелика, он получал лишь пятую часть собранной дани. Со временем он все более попадал в зависимость от ацтекских правителей. Однако Тлакопан сохранил свою автономию и верность союзу вплоть до прихода испанцев.

## Правители Тлакопана
- Тотокиуатль I (Тотокиуацли) (1431—1470)
- Чимальпопока (1470—1490)
- Тотокиуатль II (1490—1520)
- Тетлепанкецалли (1520—1521), ум. 1525[1]
- испанское завоевание (1521)